# Pandanus pulcher
Pandanus pulcher är en enhjärtbladig växtart som beskrevs av Ugolino Martelli. Pandanus pulcher ingår i släktet Pandanus och familjen Pandanaceae.
Artens utbredningsområde är Madagaskar. Inga underarter finns listade.